# Benavides, Texas
Benavides là một thành phố thuộc quận Duval, tiểu bang Texas, Hoa Kỳ. Năm 2010, dân số của xã này là 1362 người.

## Dân số
- Dân số năm 2000: 1686 người.
- Dân số năm 2010: 1362 người.